# Soyuz TM-10
Soyuz TM-10 foi a 10.ª expedição do programa Soyuz à estação espacial soviética Mir, realizado entre agosto e dezembro de 1990.

## Tripulação
Lançados
| Posição           | Cosmonautas       | Duração          | Pousou na   |
| ----------------- | ----------------- | ---------------- | ----------- |
| Comandante        | Gennadi Manakov   | 130d 20h 35m 51s | Soyuz TM-10 |
| Engenheiro de voo | Gennadi Strekalov | 130d 20h 35m 51s | Soyuz TM-10 |

Aterrissaram
| Posição                | Cosmonautas       | Duração          | Lançou na   |
| ---------------------- | ----------------- | ---------------- | ----------- |
| Comandante             | Gennadi Manakov   | 130d 20h 35m 51s | Soyuz TM-10 |
| Engenheiro de voo      | Gennadi Strekalov | 130d 20h 35m 51s | Soyuz TM-10 |
| Cosmonauta-pesquisador | Toyohiro Akiyama  | 7d 21h 54m 40s   | Soyuz TM-11 |

## Parâmetros da Missão
- Massa: 7 150 kg
- Perigeu: 198 km
- Apogeu: 219 km
- Inclinação: 51.6°
- Período: 88.7 minutos

## Pontos altos da missão

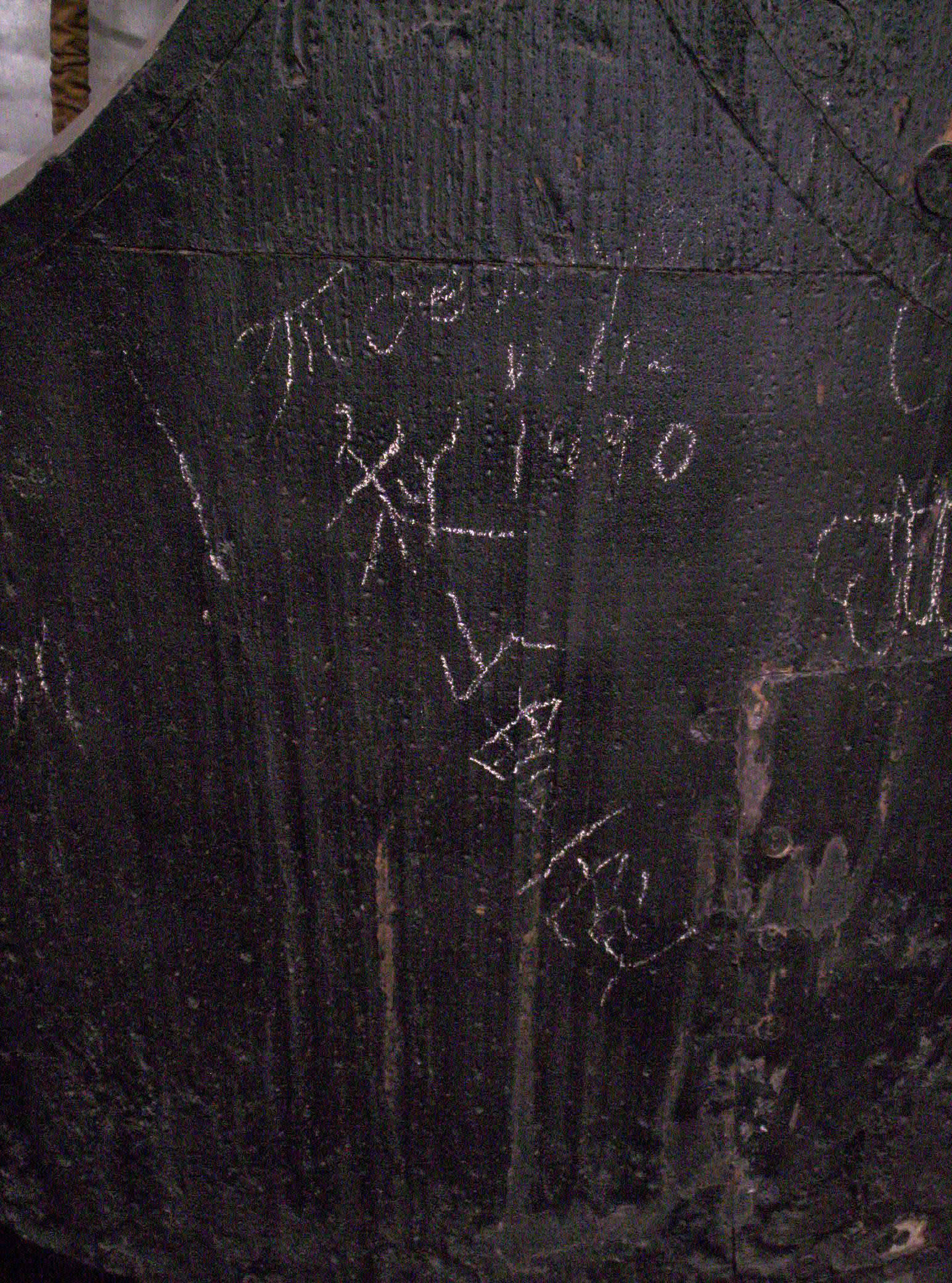
Lado da Soyuz TM-10 onde foi assinado por seus ocupantes. Em exibição no National Air and Space Museum em Washington. A inscrição em japonês diz Toyohiro Akiyama (秋山豊寛).

O grupo Vulkan acoplou-se à Mir com quatro pequenos passageiros— codornas em gaiolas, para a Kvant 2, um dos módulos da Mir. Uma delas havia botado um ovo no percurso entre a Terra à estação. A tripulação retornou à Terra junto com 130 kg de resultados de experimentos e produtos industriais, na Soyuz-TM 9. A nave aterrissou sem acidentes.
A missão passou 131 dias acoplada à Mir. Uma câmera foi instalada no módulo de descida, como parte do acordo com a rede de televisão japonesa para a qual trabalhava o jornalista-cosmonauta Akiyama, que foi à Mir na Soyuz TM-11 e retornou nesta missão, para filmar as reações dos cosmonautas durante o retorno.